# Alteberg
Der Alteberg ist eine 370,3 m ü. NHN hohe Erhebung im Mittelgebirge Taunus. Er liegt bei Laubuseschbach im hessischen Landkreis Limburg-Weilburg.

## Geographie

### Lage
Der Alteberg erhebt sich im Östlichen Hintertaunus innerhalb des Naturparks Taunus. Der Gipfel des in der Gemarkung von Laubuseschbach befindlichen Bergs liegt 0,75 Kilometer (km) südlich von Laubuseschbach und 1 km nordöstlich von Wolfenhausen. Etwa 2,2 km westlich liegt der Rote Küppel (377,9 m) bei Wolfenhausen und 1,5 Kilometer östlich der Kirchküppel (384,4 m) bei Emmershausen. 0,8 Kilometer südöstlich vom Alteberg entspringt der Wolfenhäuser Bach, der unterhalb der Ortslage von Wolfenhausen nach dem Herrenwiesbach Zufluss Laubusbach heißt.

### Naturräumliche Zuordnung
Der Alteberg zählt in der naturräumlichen Haupteinheitengruppe Taunus (Nr. 30), in der Haupteinheit Östlicher Hintertaunus (302) zum Naturraum Hasselbacher Hintertaunus (302.3).

## Äbbelwoifest
In unmittelbarer Nähe des Alteberges wird seit dem Jahr 1998 das weit über die Grenzen von Laubuseschbach schon zur Tradition gewordene Äbbelwoifest am Feiertag des Festes Christi Himmelfahrt (Vatertag) gefeiert.

## Bergbau
Nordöstlich des Alteberges gab es in früheren Zeiten eine Roteisenerzgrube. Im Gegensatz zum Berg wurde diese Grube Altenberg genannt. Eine erste Erwähnung des Grubenfeldes ist aus dem Jahre 1766. Die erste nachweisbare Genehmigung zum Eisenerzabbau ist vom 7. Juni 1806, also noch zu Wied-Runkeler Zeit. Die Grube wurde im März 1941 geschlossen.

## Verkehr und Wandern
Südwestlich vorbei an Kuppe des Altebergs verläuft in ihrem Abschnitt von Winden im Weiltal über Langhecke nach Aumenau im Lahntal die kurvenreiche Landesstraße 3063, an der Wanderparkplatz Laubus des Naturpark Taunus sich befindet. Von dort aus sind viele sportliche Aktivitäten, unter anderem auf dem Wanderwegen der Hessenstraße und Rennstraße, in bewaldeter Landschaft möglich. Etwa 500 m nordwestlich des Altebergs steht die Heideneiche auf der Passhöhe an der Kreisverkehr-Kreuzung der Landesstraße 3063.